# Estação Avron
Avron é uma estação da linha 2 do Metrô de Paris, localizada no limite do 11.º e do 20.º arrondissements de Paris.

## Localização
A estação está situada sob o boulevard de Charonne no cruzamento com a rue d'Avron.

## História
A estação foi aberta em 2 de abril de 1903. Ela deve o seu nome à rue d'Avron, situada nas proximidades e que se estende do boulevard de Charonne à Porte de Montreuil.
Em 2011, 1 922 250 passageiros entraram nesta estação. Ela viu entrar 1 907 820 passageiros em 2013, o que a coloca na 252ª posição das estações de metrô por sua frequência em 302.
Em 16 de julho de 2018, parte das placas de identificação da estação são temporariamente substituídas para comemorar a vitória da Seleção da França na Copa do Mundo de 2018, como em outras cinco estações. Avron foi renomeada humoristicamente "Nous Avron gagné" por jogo de palavras.

## Serviços aos passageiros

### Acesso

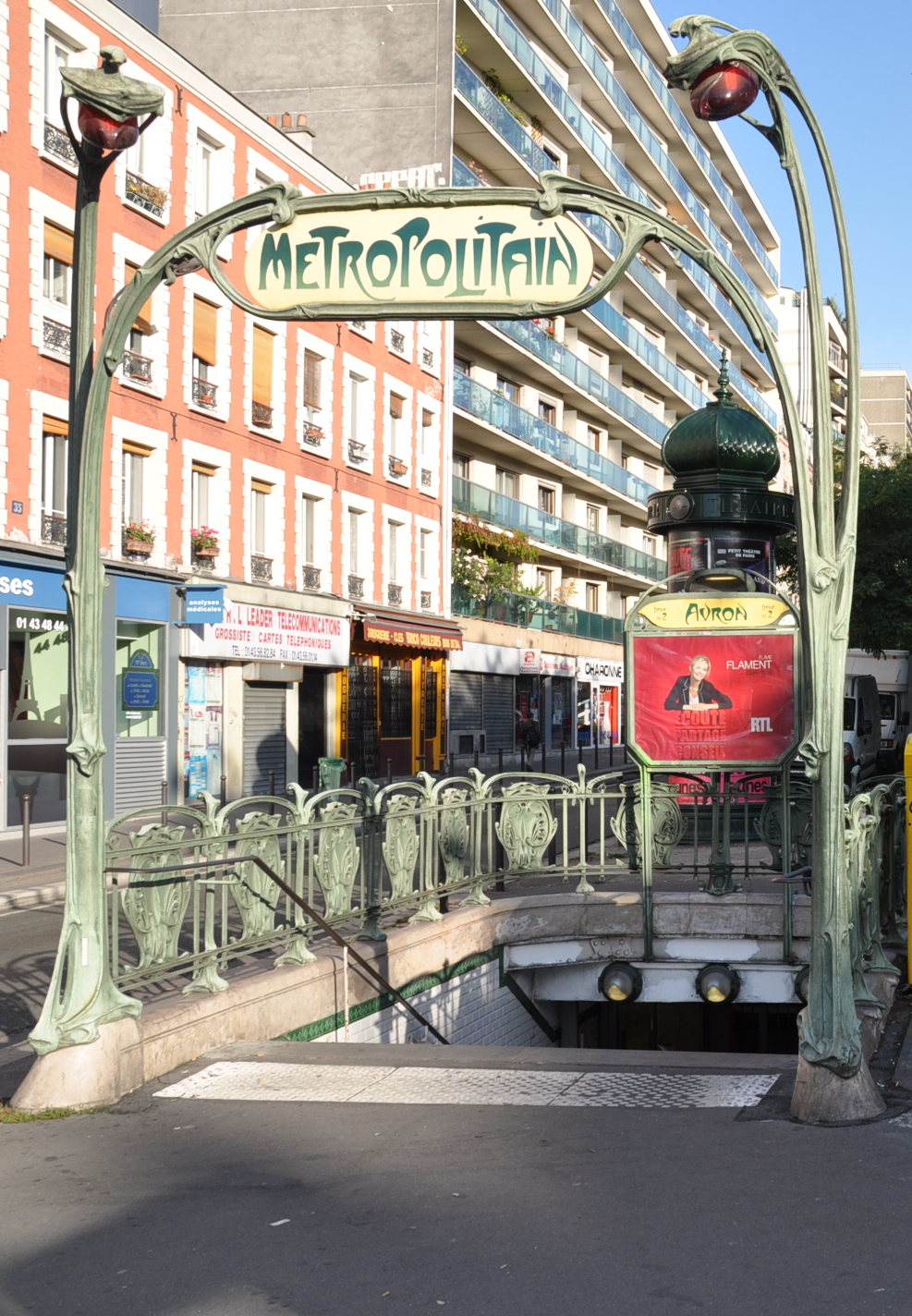
A edícula Guimard da estação.

Ela tem um único acesso ornado com uma edícula Guimard estabelecido no terrapleno em frente ao 35, boulevard de Charonne.

### Plataformas
Avron é uma estação de configuração padrão: ela possui duas plataformas laterais separadas pelas vias do metrô e a abóbada é elíptica. A decoração é do estilo utilizado pela maioria das estações de metrô com telhas de cerâmica brancas biseladas recobrindo os pés-direitos, a abóbada, os tímpanos e as saídas dos corredores, enquanto que a iluminação é assegurada por uma banda-tubo. Os quadros publicitários são metálicos e o nome da estação é inscrito na fonte Parisine em placas esmaltadas. Os assentos são do estilo "Motte" de cor azul escuro.

### Intermodalidade
A estação é servida pela linha 57 da rede de ônibus RATP.